# Onychocamptus horridus
Onychocamptus horridus är en kräftdjursart som först beskrevs av Norman 1876.  Onychocamptus horridus ingår i släktet Onychocamptus och familjen Laophontidae. Arten är reproducerande i Sverige. Inga underarter finns listade i Catalogue of Life.